# Добрженский, Ян
Ян Вацлав Добрженский (чеш. Jan Václav Dobřenský; 28 марта 1841, Хотеборж, Гавличкув-Брод — 14 января 1919, Хотеборж, Гавличкув-Брод) — чешский политический деятель и генеалог времён Австро-Венгрии.

## Биография
Родился 28 марта 1841 года в семье Яна Йозефа Добрженского и Марии Бедржишки Ванчуровой, принадлежал к дворянскому роду Добрженских де Добрженич.
До 1867 года был служащим австрийской армии, в 1864 получил звание старшего поручика.
В 1883 году он избрался в парламент Королевства Богемия (в составе Австро-Венгрии) от консервативной партии, куда в дальнейшем переизбирался множество раз, заседая в парламенте до 1913 года. С 1895 года также был членом палаты господ Австро-Венгрии, причём с 1912 года стал наследственным членом. С 1898 по 1918 год входил в гехаймрат.
Добрженский был известным специалистом по генеалогии чешского дворянства. Свои работы по данной тематике он передал в дар областному архиву Праги.

## Личная жизнь
1 мая 1869 года в Граце женился на Элизабет Коттулинской (1850—1929), фрейлине и даме благороднейшего ордена Звёздного креста. Его супруга активно занималась благотворительностью, за что была награждена крестом «За заслуги перед Церковью и Папой». У них родилось 4 сына и дочь:
- Ян Добрженский младший[чеш.] (1870—1947) — также был политиком и членом Рейхсрата, жена - графиня Роза Траутмансдорф-Вайнсберг (1879–1967), трое детей.
- Отакар Добрженский (1871—1952) жена - графиня Гизела фон Брундерманн (1886-1970)
- Ярослав Добрженский (1872—1914) - погиб в Первой мировой войне
- Елизавета Добрженская де Добрженич (1875—1951) — супруга бразильского принца Педру Орлеан-Браганса. Дети в этом браке:
  - Изабелла Орлеан-Браганса (13 июля 1911 — 5 августа 2003) — супруга Генриха Орлеанского
  - Педру Гастан Орлеан-Браганса (19 февраля 1913 — 27 декабря 2007) — муж принцессы Марии де ла Эсперансе Бурбон-Сицилийской
  - Мария Франческа Орлеан-Браганса (8 сентября 1914 — 15 января 1968) — супруга Дуарте Нуну, герцога Браганса
  - Жуан Мария Орлеан-Браганса (15 октября 1916 — 26 июня 2005) 1-я жена с 1949 года египетская принцесса Фатима Шерифа Ширин (1923—1990), дочь Исмаил-бея Ширина и вдова принца Хасана Омара Тоассауна (1901—1946). Развод в 1971 году. В 1990 году вторично женился на бразильянке Терезе да Сильва Лейте (род. 1926)
  - Тереза Орлеан-Браганса[фр.] (18 июня 1919 — 18 апреля 2011) муж с 1957 года испанский бизнесмен Эрнесто Антонио Мария Марторелл и Кальдеро (1921—1985), 2 дочери.
- Карел Куната Коттулинский (1877—1939) жена - графиня Мария Терезия фон Меран (1893-1981), 5 детей

Через брак своей дочери породнился с правящими династиями Европы. Титулярные главы многих монарших домов являются его потомками.